# Транстрав
Транстрав — кинематографический спецэффект, получаемый сочетанием поступательного движения камеры вдоль оптической оси объектива и плавного изменения его фокусного расстояния в обратном направлении. За счёт этого меняется отображение перспективы, создавая у зрителя ощущение головокружения. Название, общепринятое в российском кинематографе, получено комбинацией слов «трансфокатор» и «тревеллинг». Однако приём имеет множество других названий: эффект «раздвигающегося пространства», «обратный трекинг», «контр-зум», «телескопирование», «эффект раздвижных фонов» и прочие.
Впервые техника была использована в 1958 году в фильме Альфреда Хичкока «Головокружение» (англ. Vertigo), получив при этом ещё одно распространённое название «эффект вертиго». Первооткрывателем приёма считается оператор вспомогательной съёмочной группы этой картины Ирмин Робертс (англ. Irmin Roberts). В СССР одним из первых этот приём использовал кинооператор Вадим Юсов в картине «Чёрный монах».

## Описание
Приём стал возможен после появления панкратических объективов, способных плавно изменять своё фокусное расстояние. Для его выполнения киносъёмочный аппарат или цифровая кинокамера устанавливается на операторскую тележку («Долли») с таким расчётом, чтобы она двигалась по рельсам вдоль оптической оси объектива. Общепринятый в кинематографе термин Dolly стал основой для голливудского названия этого же приёма Dolly Zoom, символизирующего сочетание тележки «Долли» и зум-объектива. В момент съёмки тележка движется к объекту съёмки или от него, и одновременно с этим кинооператор или его ассистент вращает кольцо масштабирования вариообъектива так, чтобы размеры основного объекта в кадре оставались неизменными. В случае приближения камеры фокусное расстояние пропорционально уменьшается, и наоборот. В результате на экране главный герой кажется неподвижным, тогда как фон «наезжает» или «отъезжает» от него, в зависимости от направления движения камеры.
При этом у зрителя складывается ощущение необъяснимой трансформации пространства в кадре. Это вызвано изменениями в передаче перспективы и глубины резкости, происходящими синхронно со сменой фокусного расстояния. Постоянными могут удерживаться размеры как главного персонажа, так и других предметов, например, расположенных на переднем плане. В этом случае герой увеличивается или уменьшается вместе с фоном. Наибольшую сложность при выполнении приёма представляет нелинейность изменения скорости тележки, необходимого при постоянном темпе масштабирования для удержания неизменных размеров нужных объектов. Это требует определённых навыков и слаженности в работе дольщика и кинооператора. Ещё одна сложность заключается в необходимости высокой квалификации фокус-пуллера, который должен менять фокусировку синхронно с движением тележки. Вместо последней могут использоваться другие способы перемещения камеры, например система стабилизации «Стэдикам». В фильме «Головокружение» кадр с нужным эффектом снимался на уменьшенном макете башни, установленном горизонтально.

## Использование в кинематографе
Чаще всего эффект используется, чтобы подчеркнуть эмоциональное потрясение или резкую перемену обстановки. Например, в фильме «Челюсти» приём использован в сцене на пляже, чтобы передать ужас, испытанный шефом полиции Броуди в момент нападения акулы на ребенка. Заметность приёма в этом эпизоде стала причиной ещё одного его названия «эффект Челюстей» (англ. Jaws Effect). В картине «Славные парни» приём подчёркивает изменение атмосферы вокруг главного персонажа, внезапно понимающего, что партнёры подозревают его в предательстве. В сцене фильма «Полтергейст», где героиня бежит по коридору, приём транстрав создаёт ощущение мистической трансформации помещения, становящегося бесконечным.